# Patrick Konchellah
Patrick Konchellah (Kilgoris, 20 april 1968 - Bomet, 29 november 2009) was een Keniaans atleet. Hij was de broer van ex-wereldrecordhouder 800 m Billy Konchellah.

## Loopbaan
Konchellah was, evenals zijn oudere broer, 800 meterloper en werd vierde op de wereldkampioenschappen atletiek 1997 in Athene. Zijn persoonlijk record van 1.42,98 liep hij tijdens de geslaagde wereldrecordpoging van Wilson Kipketer (1.41,11) op 24 augustus 1997 in Keulen, waarbij hij een van de hazen was. Zijn grootste overwinning was de titel op de 800 m tijdens de Gemenebestspelen 1994. Hij overleed in november 2009 aan kanker.

## Persoonlijke records
| Onderdeel | Tijd    | Datum            | Plaats    |
| --------- | ------- | ---------------- | --------- |
| 800 m     | 1.42,98 | 24 augustus 1997 | Keulen    |
| 1000 m    | 2.14,73 | 1 augustus 2000  | Stockholm |